# 三浦敏伸
三浦 敏伸（みうら としのぶ、1942年11月6日 - ）は、日本の建築家。広島県出身。レーモンド設計事務所に所属し、多くの作品を生み出している。2003年から同事務所の代表取締役。日本大学工学部と大学院工学研究科講師。

## 経歴
1966年、日本大学第二工学部建築学科卒業。1967年からレーモンド設計事務所に入社。1975年、富士ヘルスカントリークラブで中部建築賞、1980年、第百生命富山ビルで富山県建築賞、1999年、茨城県立水戸高等養護学校で茨城県建築文化賞最優秀賞、2004年、茨城県あすなろの郷で茨城県建築文化賞最優秀賞、2004年、福島県塙道の駅で塙町優良木造建築賞を受賞している。
その他代表作に天草四郎記念館（田邊博司と）、茨城県総合教育研修センター、全日本教職員組合会館、取手市立取手小学校、茨城県つくば養護学校、鳥取県大山町庁舎などがある。NPO法人日本高齢・退職者福祉協会理事もつとめる。